# Exercice Arctic Challenge
L'exercice Arctic Challenge (anglais : Arctic Challenge Exercise) est un exercice militaire international impliquant les forces aériennes de différents pays depuis 2013 sur les territoires de la Finlande, Norvège et Suède dans le cadre de la Coopération de défense nordique. Il a lieu tous les deux ans.

## ACE 2023
Du 29 mai au 9 juin 2023 impliquant 3 000 soldats, 150 avions de 14 nations : Pays-Bas, Belgique, Royaume-Uni, Italie, Canada, France, Allemagne, Suisse, Danemark, République Tchèque et U.S.A.
Il est dirigé par le colonel Henrik Elo de la Finlande. L'exercice par des bases de Base aérienne d'Ørland, la base de Luleå Kallax Air Base, l'aéroport de Rovaniemi, l'aéroport de Tampere-Pirkkala. C'est un scénario de déploiement rapide mis en action après l'invasion russe de 2022.
Des F-35 de la Norvège sont engagés, cinq Mirage 2000D, cinq Mirage 2000-5, un avion radar E-3F de l’armée de l’air et six Rafale de la Marine Nationale et des Eurofighter allemands sont à Rovaniemi. Des Eurofighter Typhoon du R.-U. à Lulea. Des AWACS de l'OTAN à Orland.
Les U.S.A. envoient le 493rd Fighter Squadron, le 492nd Fighter Squadron, des Boeing KC-135 Stratotanker de ravitaillement du 48th Fighter Wing
Dans le cadre des tensions en Europe, cet entrainement est suivi du Air Defender 2023, trois jours plus tard en Allemagne.

## ACE 2021
L'exercice comprenait 3 000 soldats provenant de l'OTAN et de ses partenaires incluant 60 avions de combat, 10 avions de support.

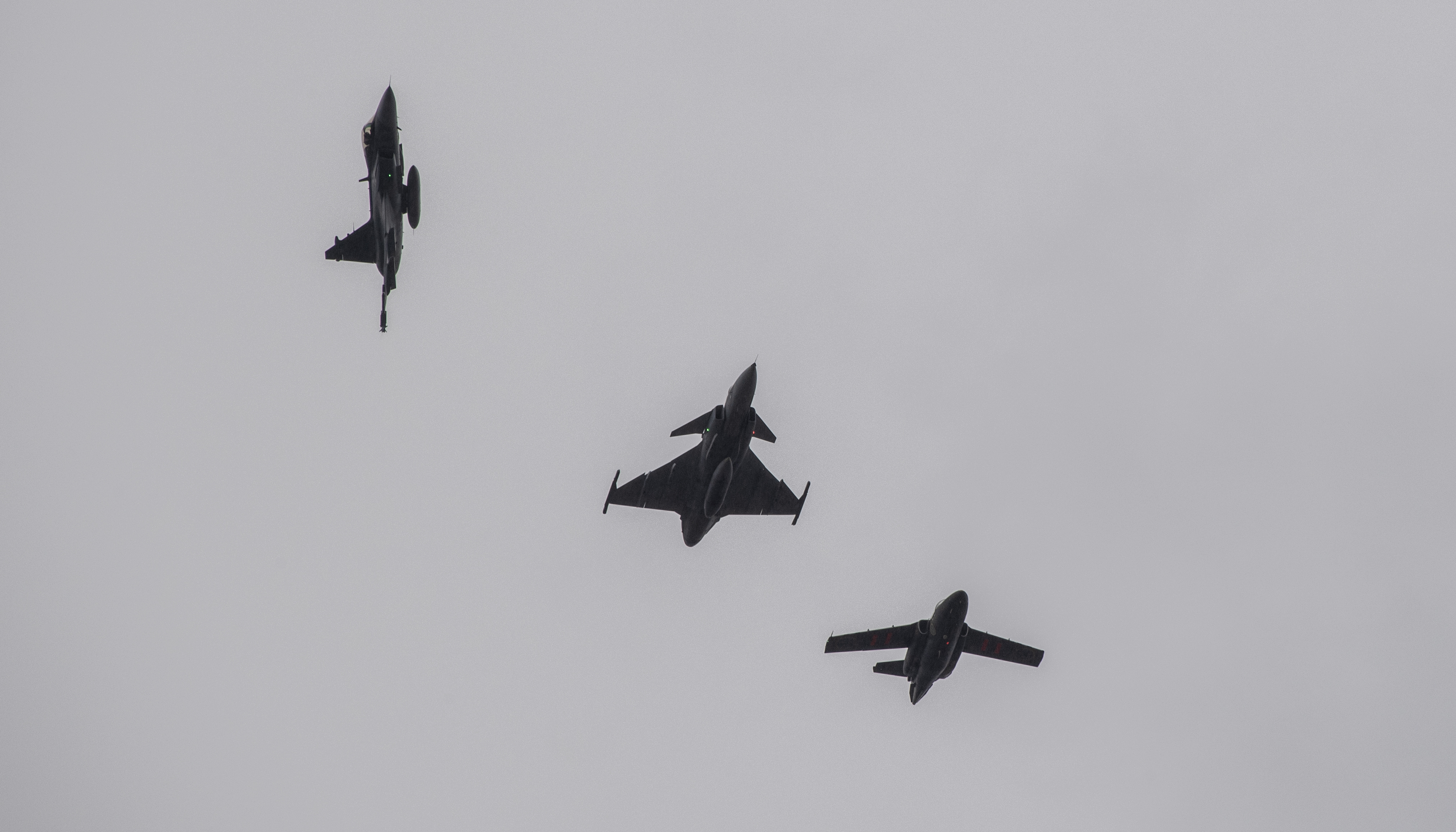
Des F-16 et des Grippens.
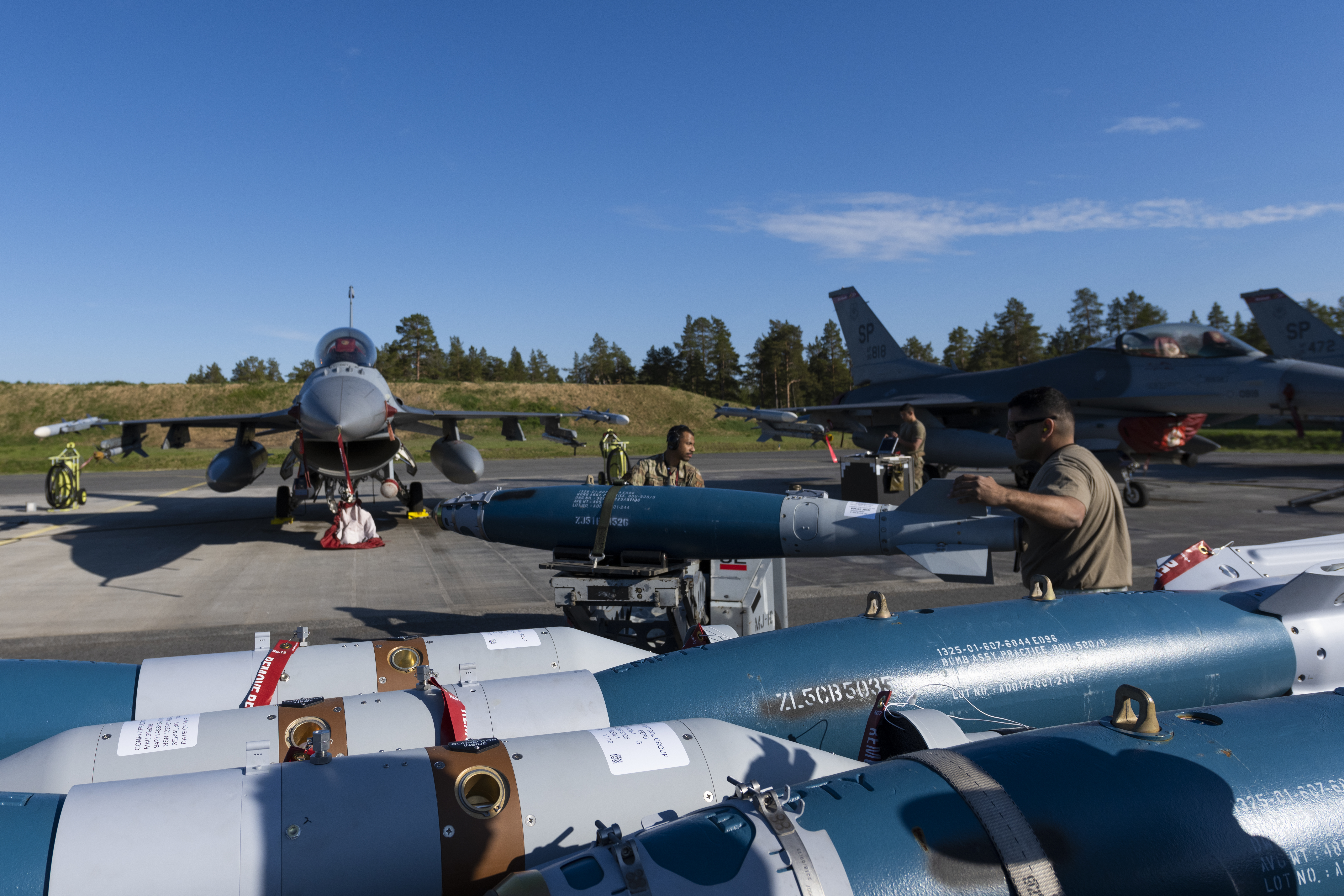
Des F-16 à Kallax Air Base.

## ACE 2019
Lors la quatrième édition qui s'est déroulée entre le 21 mai 2019 et le 5 juin, cent quarante deux avions ont été mobilisés pour des missions d’entraînement.
L'armée de l’Air engageait sept Rafale B de la 4e Escadre de Chasse de Saint-Dizier, trois Rafale C de la 30e Escadre de Chasse de Mont-de-Marsan, quatre Mirage 2000-5 de l’Escadron de chasse 1/2 Cigognes de Luxeuil ainsi qu’un E-3F AWACS de la base d’Avord.

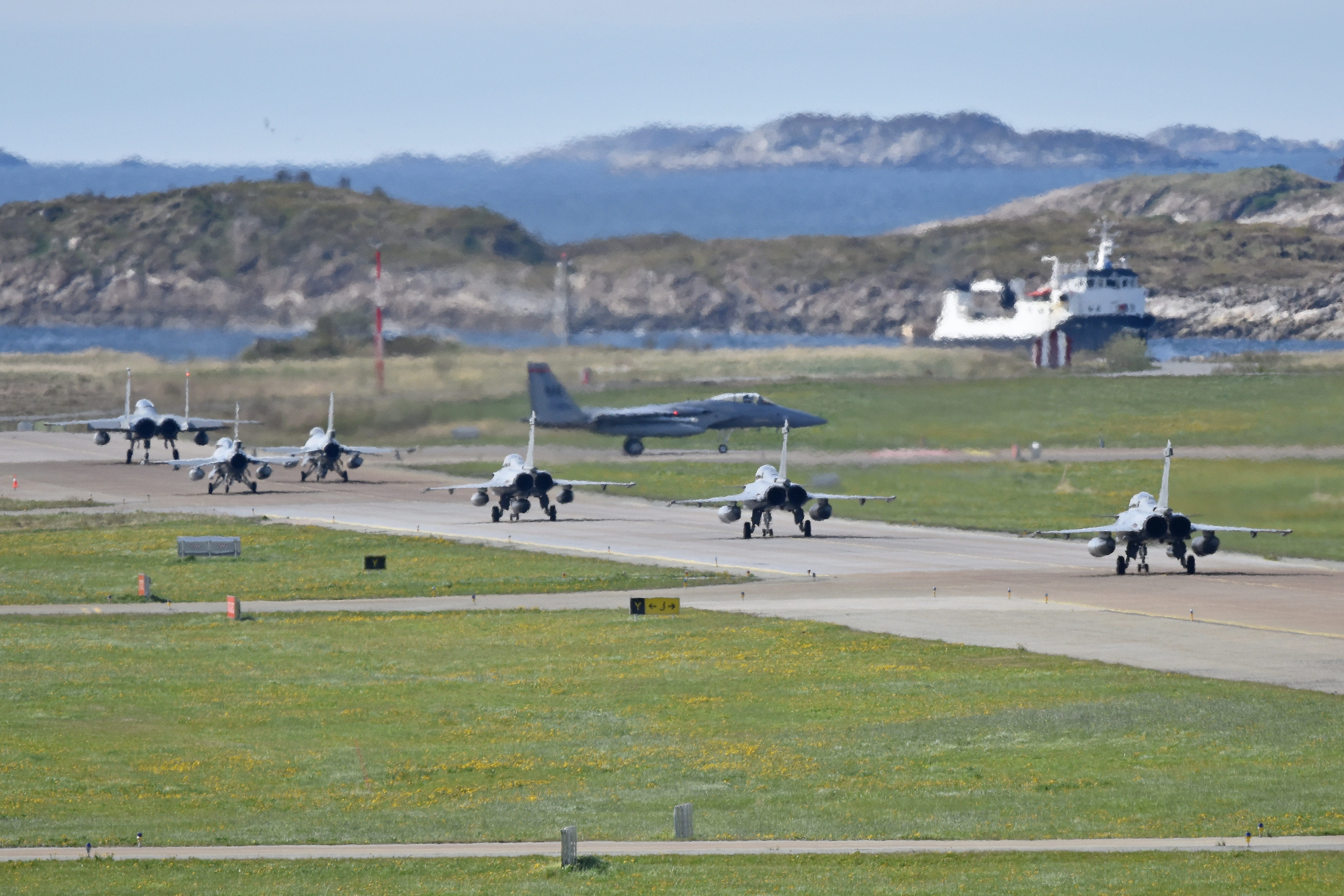
Bodo air base, 2 F-15C (80-0004 & 78-0474), 2 F-16s norvégiens (674 & 692) et 3 Rafales (335, 330 & 123).
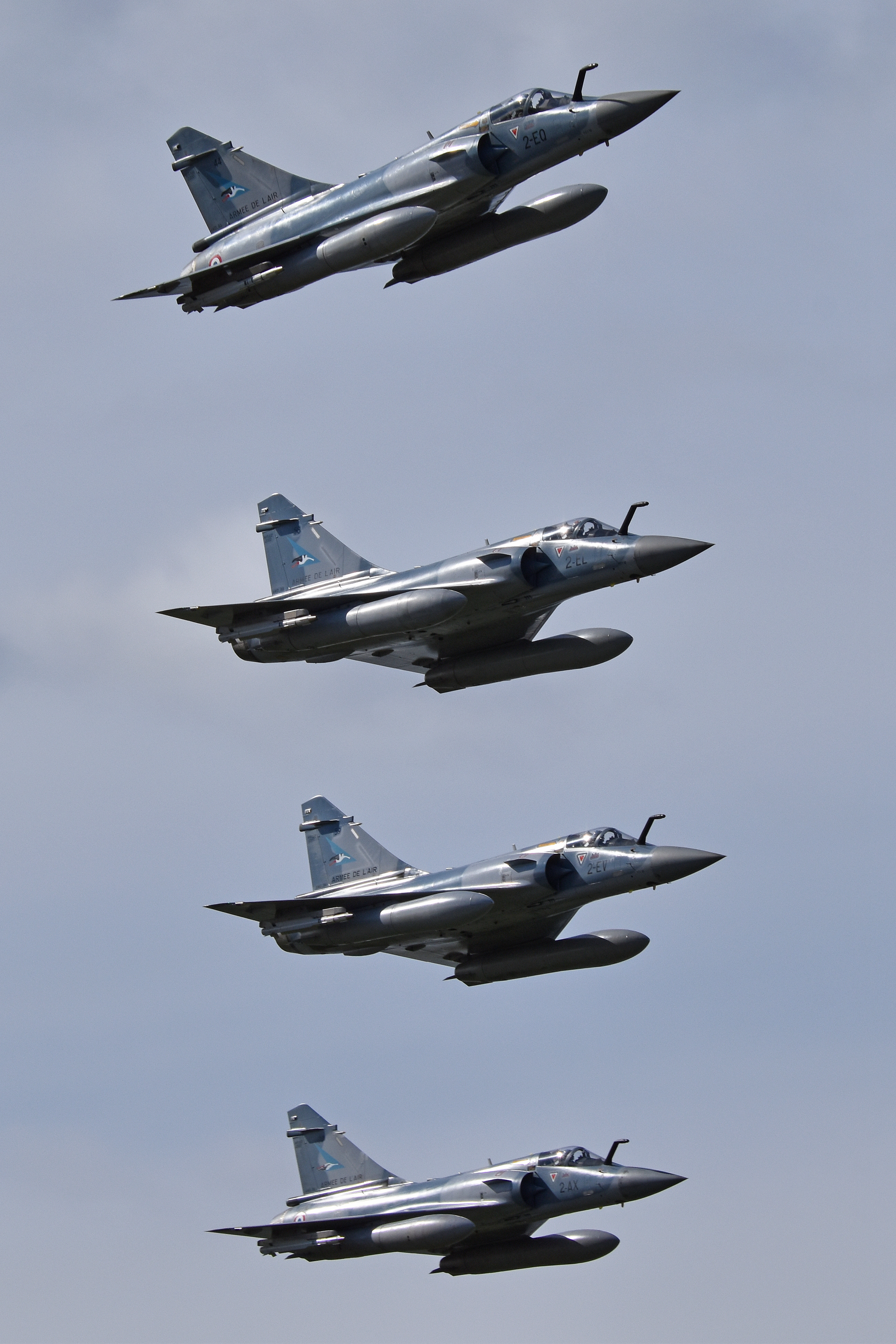
4 Mirages ‘44 / 2-EQ’, c/n 208, ‘58 / 2-EL’, c/n 260, ’59 / 2-EV’, c/n 266 and ‘77 / 2-AX’, c/n 317.
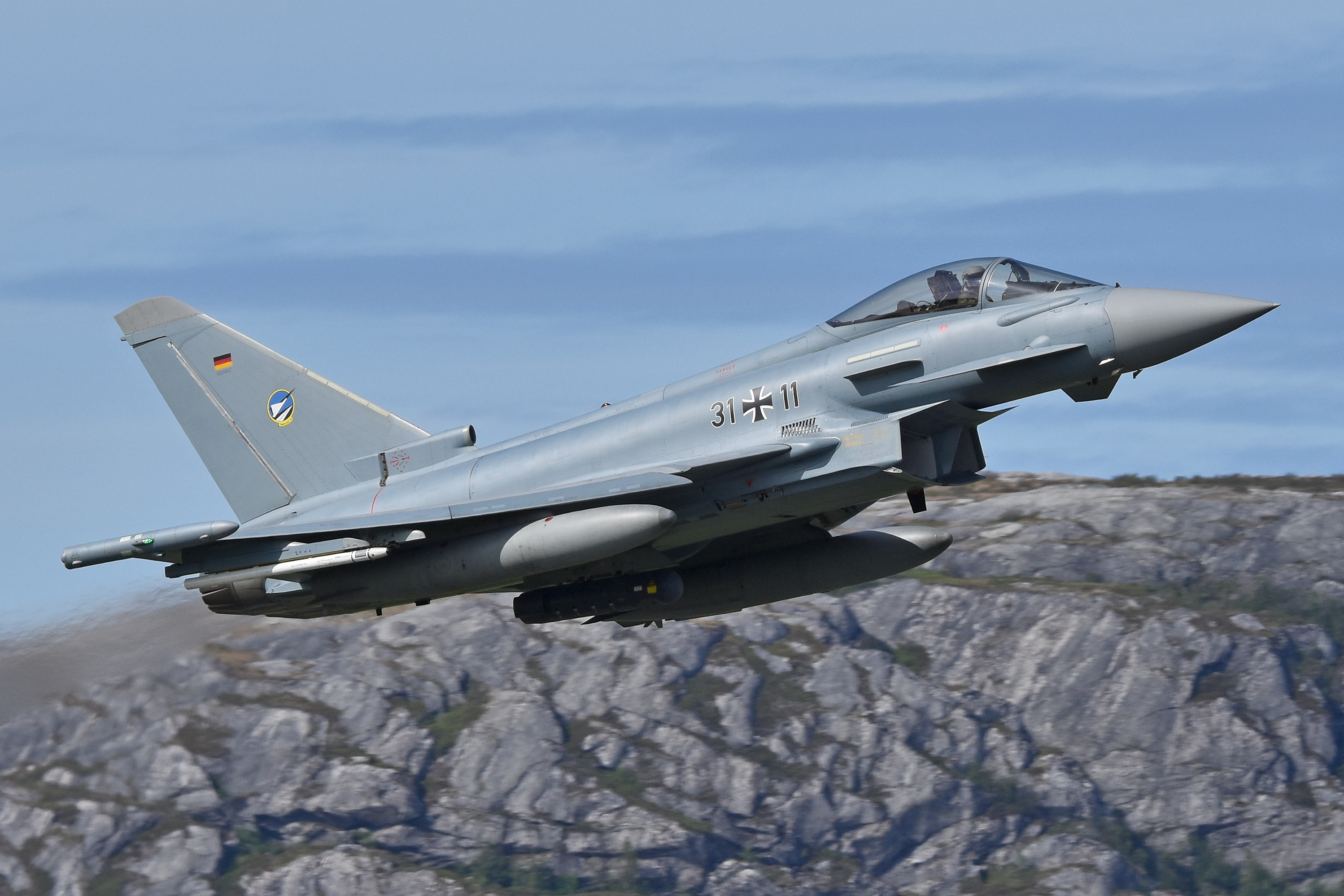
Un Eurofignhter '31+11.
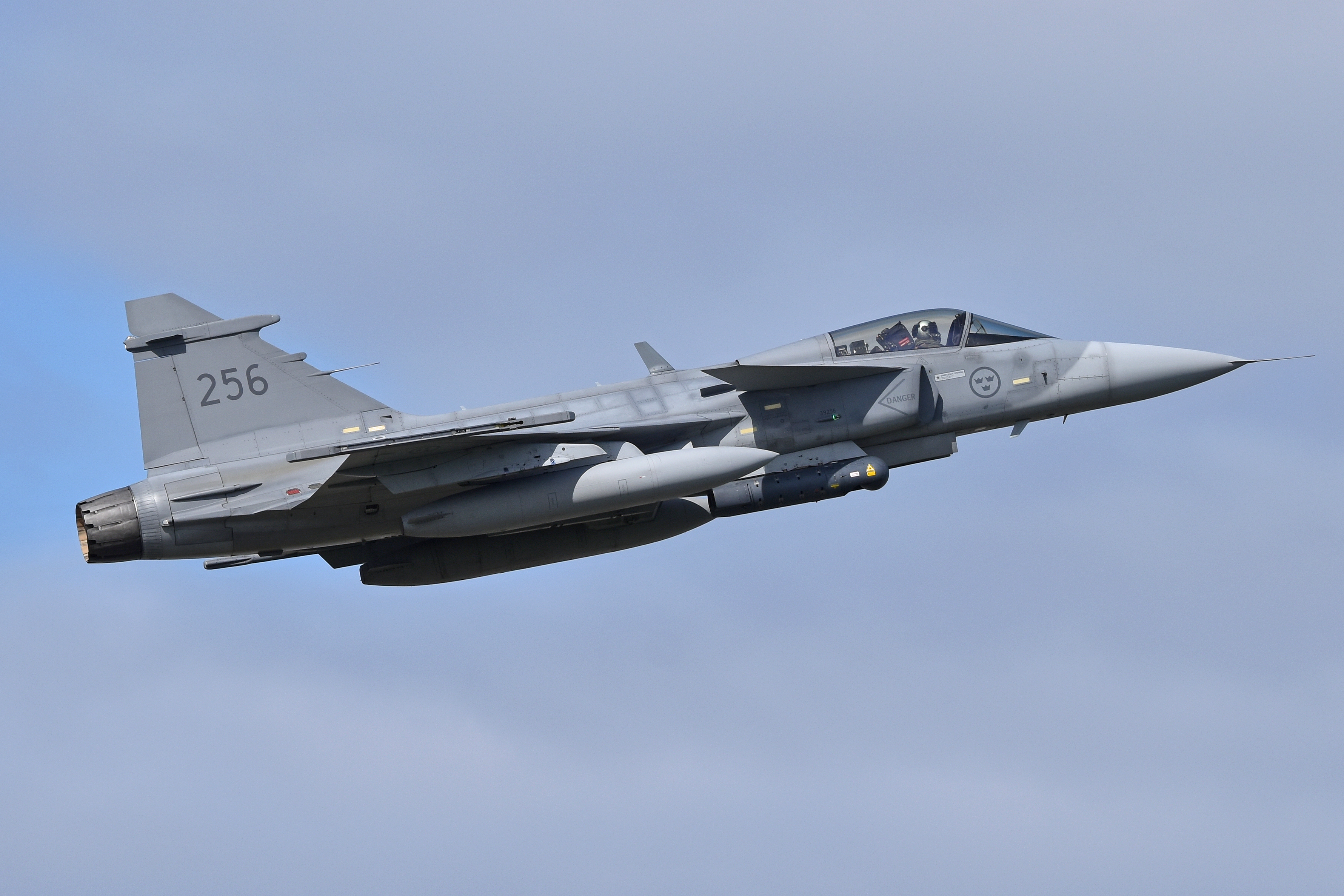
Gripen 39 39256 256'.

## ACE 2015
L'Arctic Challenge Exercise 2015 (sv) s'est déroulé du 25 mai 2015 au 4 juin 2015 avec 3 600 soldats et 115 avions de neuf pays  : Suède (18 x JAS-39C/D Gripen, 1 x C-130, 1 x NH-90 et 1 x Super Puma), Finlande (15 x F/A-18C/D), Norvège (12 x F-16C/D), Royaume-Uni (8 x Tornado et 4 x Hawk), Allemagne (12 x Eurofighter Typhoon, 1 x A310 MRTT, 1 x PC-9 (E.I.S. Aircraft) et 1 x Learjet), USA (12 x F-16C/D), France (8 x Mirage 2000), Suisse (8 F/A-18C/D), OTAN (2 x E-3 Sentry), Pays-Bas (1 x KC-10).

## ACE 2013

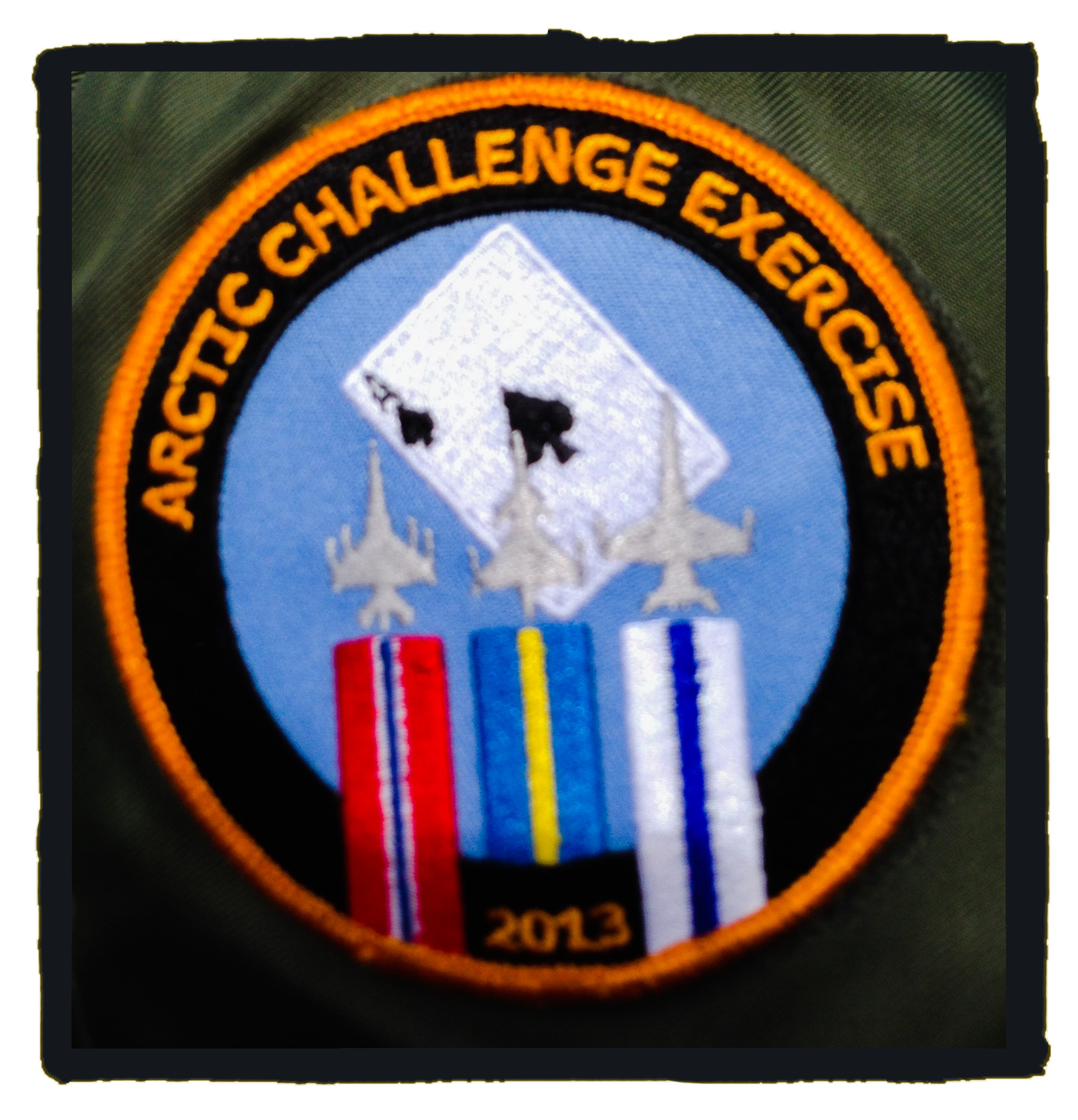
Patch d'épaule de l'ACE 2013
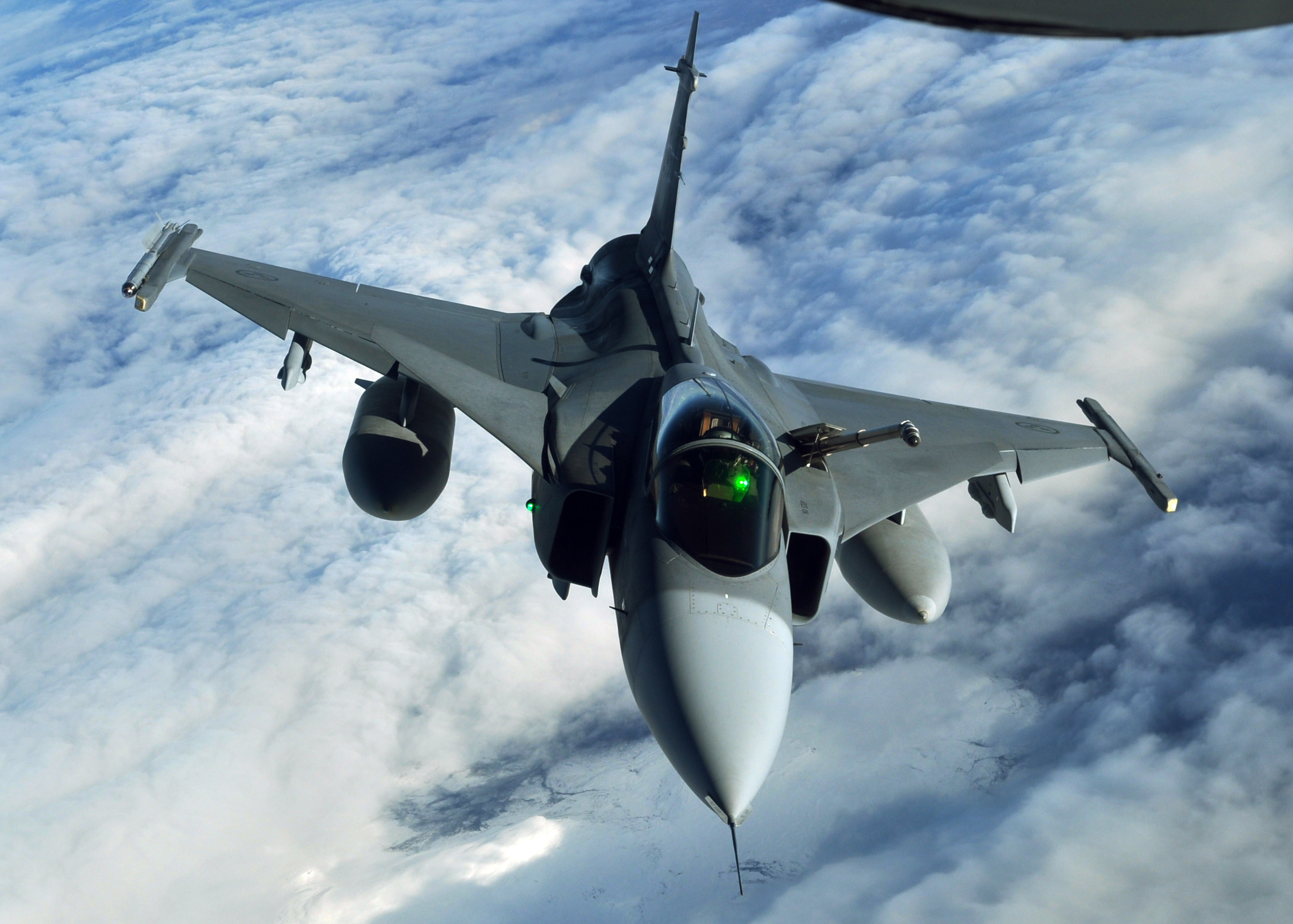
Saab JAS 39 Gripen suédois en 2013.
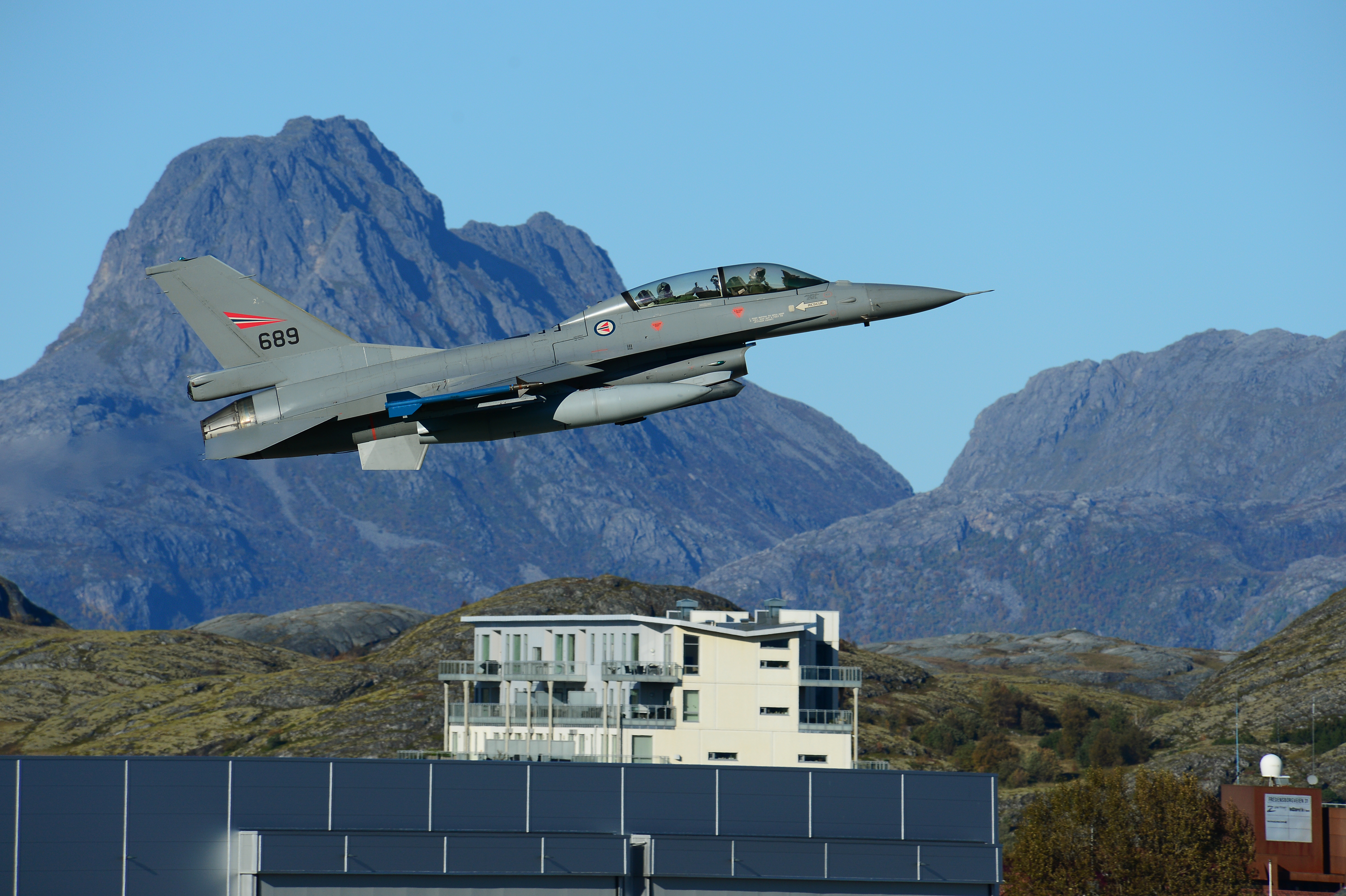
F-16 norvégien décollant de Bodø.